# لا ویلوئنیا
لا ویلوئنیا (به اسپانیایی: La Vilueña) یک دهستان در اسپانیا است که در استان ساراگوسا واقع شده‌است. لا ویلوئنیا ۸ کیلومتر مربع مساحت و ۱۰۷ نفر جمعیت دارد.